# Coupole (géométrie)
Pour les articles homonymes, voir Coupole (homonymie).
 (février 2021).
Si vous disposez d'ouvrages ou d'articles de référence ou si vous connaissez des sites web de qualité traitant du thème abordé ici, merci de compléter l'article en donnant les références utiles à sa vérifiabilité et en les liant à la section « Notes et références ».
En géométrie, une coupole est un solide formé en joignant deux polygones, un (la base) avec deux fois autant d'arêtes que l'autre, par une bande alternée de triangles et de rectangles. Si les triangles sont équilatéraux et les rectangles sont carrés, et que la base et sa face opposée sont des polygones réguliers, alors la coupole est dite « régulière ». 
Les coupoles hexagonales, octogonales et décagonales sont des solides de Johnson, et peuvent être formées en prenant des sections du cuboctaèdre, du petit rhombicuboctaèdre et du petit rhombicosidodécaèdre, respectivement.
La hauteur d'une coupole 2n-gonale est égale à la hauteur d'une pyramide n-gonale (cette règle est aussi vraie pour les cas extrêmes du prisme triangulaire et de la coupole dodécagonale).
Une coupole peut être vue comme un prisme où un des polygones a été effondré par la moitié en fusionnant des sommets alternés.
Les coupoles sont une sous-classe des prismatoïdes.

## Exemples
|  |  |
|  |  |

« Coupoles dodécagonales » planes dans un des 8 pavages semi-réguliers

Les trois polyèdres mentionnés ci-dessus sont les seules coupoles non-triviales avec des faces régulières : la « coupole dodécagonale » est une figure plane, et le prisme triangulaire peut être considéré comme une « coupole » de degré 2 (la coupole d'un segment et d'un carré). Néanmoins, les coupoles de polygones de degrés plus élevés peuvent être construites avec des faces triangulaires et rectangulaires irrégulières.

## Coordonnées des sommets
La définition d'une coupole ne requiert pas que la base soit un polygone régulier (ou le côté opposé à la base, qui peut être appelé le haut), mais il est pratique de considérer le cas où la coupole possède sa symétrie maximale, Cnv. Dans ce cas, le haut est un n-gone régulier, alors que la base est soit un 2n-gone régulier ou un 2n-gone qui possède deux longueurs de côtés différentes alternant et les mêmes angles qu'un 2n-gone régulier. Il est pratique de fixer le système de coordonnée tel que la base soit placée dans le plan xy, avec le haut dans un plan parallèle au plan xy. L'axe z est l'axe des n-feuillets, et les plans miroir passent à travers l'axe z et partagent les côtés de la base. Ils partagent aussi soit les côtés des angles du haut ou les deux. (Si n est pair, la moitié des plans miroirs partagent les côtés du polygone du haut et la moitié partage les angles, si n est impair, chaque plan miroir partage un côté et un angle du polygone du haut). Les sommets de la base peuvent être désignés par V1 jusqu'à V2n, tandis que les sommets du polygone du haut peuvent être désignés par V2n+1 jusqu'à V3n. Avec ces conventions, les coordonnées des sommets peuvent être écrites comme :
V2j-1: (rbcos [2π(j-1)/n + α], rbsin [2π(j-1)/n + α], 0) (où j=1, 2, …, n);

V2j: (rbcos (2πj/n - α), rbsin (2πj/n - α), 0) (où j=1, 2, …, n);

V2n+j: (rtcos (πj/n), rtsin (πj/n), h) (où j=1, 2, …, n).
Puisque les polygones V1V2V2n+1V2n+2, etc. sont des rectangles, ceci place une contrainte sur les valeurs de rb, rt et α. La distance V1V2  est égale à 

rb{[cos (2π/n - α) – cos α]² + [sin (2π/n - α) - sin α] 2}1/2

= rb{[cos ² (2π/n - α) – 2cos (2π/n - α)cos α + cos² α] + [sin ² (2π/n - α) – 2 sin (2π/n - α)sin α + sin ²α]}1/2

= rb{2[1 – cos (2π/n - α)cos α –  sin (2π/n - α)sin α]}1/2

= rb{2[1 – cos (2π/n - 2α)]}1/2,

tandis que la distance V2n+1V2n+2 est égale à

rt{[cos (π/n) – 1]² + sin²(π/n)}1/2

= rt{[cos² (π/n) – 2cos (π/n) + 1] + sin²(π/n)}1/2

= rt{2[1 – cos (π/n)]}1/2.

Celles-ci sont égales, et si l'arête commune est notée par s,

rb = s/{2[1 – cos (2π/n - 2α)]}1/2

rt= s/{2[1 – cos (π/n)]}1/2
Ces valeurs sont à insérer dans les expressions pour les coordonnées des sommets donnés plus tôt.

## Généralisation en dimension 4
Les coupoles peuvent être obtenues par une « expansion » des pyramides correspondantes (exemple : la pyramide carrée donne la coupole octogonale): les faces triangulaires des pyramides sont progressivement écartées par des rectangles jusqu'à ce que ceux-ci soient des carrés. La base n-gonale de la pyramide se transforme donc en une base 2n-gonale, et le sommet de la pyramide laisse place à un n-gone.
Cette propriété implique que la hauteur d'une coupole 2n-gonale est la même que celle de la pyramide n-gonale.
Pour généraliser les coupoles en dimension 4, il faut donc partir d'une pyramide 4D et appliquer cette même expansion: on obtient toujours une base et un top reliés entre eux par des pyramides (qui remplacent les triangles) et des prismes (qui remplacent les carrés).
Comment savoir quelle base correspond à quel top? Il s'agit toujours d'une expansion de la base de la pyramide. Ainsi, en dimension 2, l'opération d'expansion correspondait en fait à une troncature (truncation en anglais): c'est pourquoi on reliait un n-gone à un 2n-gone; en dimension 3, l'expansion est appelée « chanfreinage » (cantellation en anglais); si on voulait élargir jusqu'en dimension 5, l'expansion prend le nom (en anglais) de « runcination » puis « sterication ».
Ainsi, l'exemple le plus simple d'une pyramide régulière 4D, le pentachore, a pour base un tétraèdre.
Le chanfreinage d'un tétraèdre donne un cuboctaèdre. La coupole correspondante est donc la coupole tétraédrique, ayant pour base un cuboctaèdre et pour top un tétraèdre.
De même que 2 coupoles hexagonales donnent un cuboctaèdre, 2 coupoles tétraédriques donnent un pentachore « runciné » (runcinated pentachoron en anglais).
Il existe en tout 4 hyperpyramides régulières, il existe donc 4 hypercoupoles régulières: la coupole tétraédrique, la coupole cubique, la coupole octaédrique et la coupole dodécaédrique.

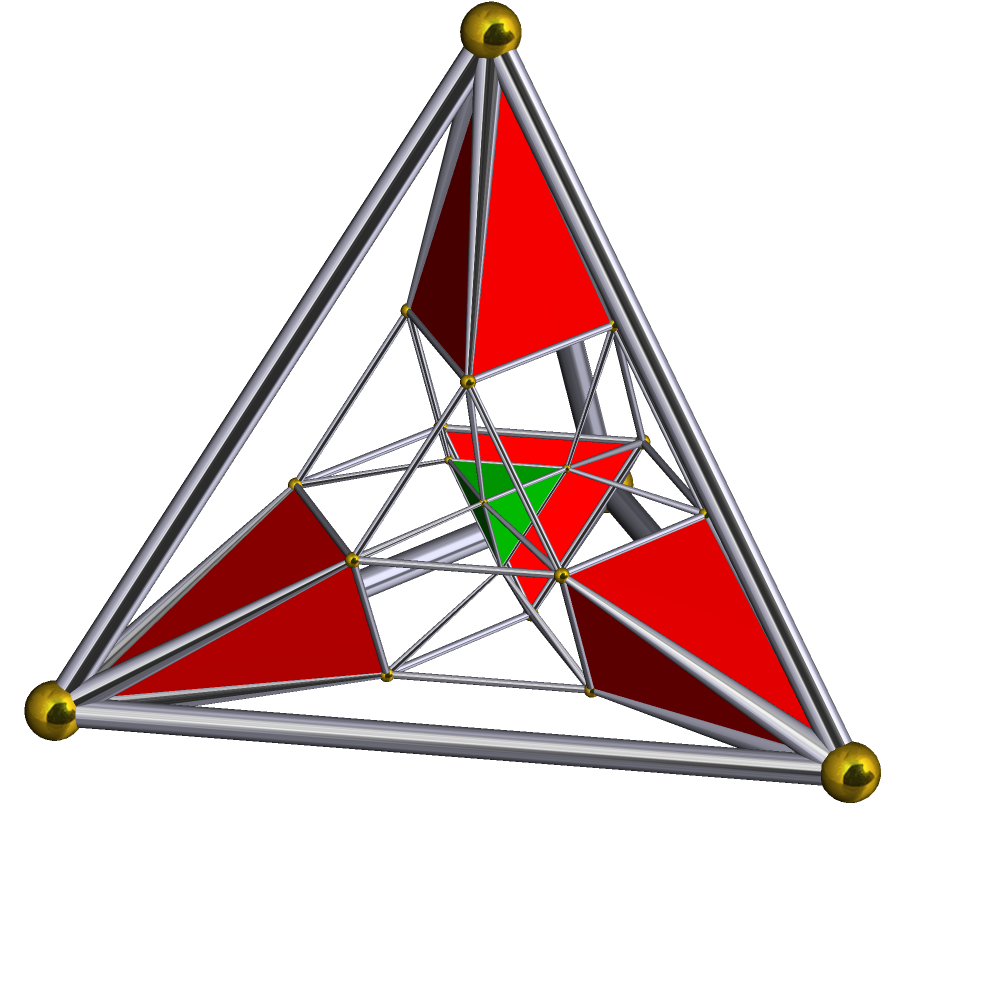
Diagramme de Schlegel du pentachore « runciné » : on voit bien la coupole tétraédrique à l'intérieur du cuboctaèdre

## Hypercoupole
Dans le tableau, les cellules sont données dans l'ordre suivant :
- le top
- les cellules joignant des faces de la base aux faces du top
- les cellules joignant des faces de la base aux arêtes du top
- les cellules joignant des faces de la base aux sommets du top
- la base.

| Hypercoupoles | Hypercoupoles                  | Hypercoupoles                                                                          | Hypercoupoles                  | Hypercoupoles                                                            | Hypercoupoles                  | Hypercoupoles                                                                                       | Hypercoupoles                  | Hypercoupoles                                                                                     |
| ------------- | ------------------------------ | -------------------------------------------------------------------------------------- | ------------------------------ | ------------------------------------------------------------------------ | ------------------------------ | --------------------------------------------------------------------------------------------------- | ------------------------------ | ------------------------------------------------------------------------------------------------- |
|               | Coupole tétraédrique           | Coupole tétraédrique                                                                   | Coupole cubique                | Coupole cubique                                                          | Coupole octaédrique            | Coupole octaédrique                                                                                 | Coupole dodécaédrique          | Coupole dodécaédrique                                                                             |
|               |                                |                                                                                        |                                |                                                                          |                                | |                                |                                                                                                   |
| Type          | Polychore convexe non-uniforme | Polychore convexe non-uniforme                                                         | Polychore convexe non-uniforme | Polychore convexe non-uniforme                                           | Polychore convexe non-uniforme | Polychore convexe non-uniforme                                                                      | Polychore convexe non-uniforme | Polychore convexe non-uniforme                                                                    |
| Sommets       | 16                             | 16                                                                                     | 32                             | 32                                                                       | 30                             | 30                                                                                                  | 80                             | 80                                                                                                |
| Arêtes        | 42                             | 42                                                                                     | 84                             | 84                                                                       | 84                             | 84                                                                                                  | 210                            | 210                                                                                               |
| Faces         | 42                             | 24 triangles 18 carrés                                                                 | 80                             | 32 triangles 48 carrés                                                   | 82                             | 40 triangles 42 carrés                                                                              | 194                            | 80 triangles 90 carrés 24 pentagones                                                              |
| Cellules      | 16                             | 1 tétraèdre 4 prismes triangulaires 6 prismes triangulaires 4 tétraèdres 1 cuboctaèdre | 28                             | 1 cube 6 cubes 12 prismes triangulaires 8 tétraèdres 1 rhombicuboctaèdre | 28                             | 1 octaèdre 8 prismes triangulaires 12 prismes triangulaires 6 pyramides carrées 1 rhombicuboctaèdre | 64                             | 1 dodécaèdre 12 prismes pentagonaux 30 prismes triangulaires 20 tétraèdres 1 rhombicosidodécaèdre |